# Astelia chathamica
Astelia chathamica (Engels: Chatham Islands kakaha, Maori flax of silver spear) is een plantensoort uit de familie Asteliaceae. Het is een vaste plant met lange, vlasachtige bladeren die met zilverachtige haren zijn bedekt. Bij deze soort zijn mannelijke en vrouwelijke bloemen te vinden op aparte planten. De mannelijke bloemsteel is erg dik en draagt donkergroene geurige bloemen, terwijl de vrouwelijke plant bleke groenachtig witte bloemen heeft. De bloei vindt plaats van oktober tot december, waarna hij van februari tot juli vruchten draagt. De vruchten hebben een oranje of rode kleur.
De soort komt voor op de Chathameilanden, gelegen in de Stille Oceaan ten oosten van Nieuw-Zeeland. De soort wordt aangetroffen op Chatham Island en Pitt Island. Hij groeit met name op vochtige plekken, zoals bosbodems, bij klippen en rotskapen, langs meertjes en stroompjes en in moerassen.